# Trieces confusus
Trieces confusus är en stekelart som beskrevs av Walley 1969. Trieces confusus ingår i släktet Trieces och familjen brokparasitsteklar. Inga underarter finns listade i Catalogue of Life.